# Paolo Regina
Paolo Regina (Milano, 11 luglio 1959) è uno scrittore italiano di gialli.

## Biografia
Di origini pugliesi, si ritrasferisce con la famiglia a Bisceglie nel 1965. Impara molto precocemente a leggere e a scrivere da solo, guardando la trasmissione Non è mai troppo tardi del maestro Alberto Manzi. Dopo la maturità classica consegue la laurea in Giurisprudenza all'Università di Ferrara.
Dal 1983 al 1984 è stato ufficiale di complemento della Guardia di Finanza, prestando servizio presso il Nucleo di Polizia Tributaria di Napoli, dove ha collaborato alla redazione di un manuale operativo sulla legge Rognoni - La Torre.
Lavora per molti anni come dirigente nel mondo delle associazioni di categoria, parallelamente a incarichi di docenza in marketing e comunicazione alla facoltà di lettere dell'Università di Ferrara.
Amante della musica rock e blues, chitarrista, negli anni '80 è stato componente della band The Backstreets.
Dopo aver pubblicato alcuni libri di carattere specialistico nell'ambito del marketing e del diritto, si dedica, dal 2018 alla scrittura di racconti e romanzi gialli e noir, editi dalla casa editrice SEM/ Feltrinelli . 
Ha ideato e diretto la rassegna "Giallo a Palazzo"  e ispirato il ciclo di trasmissioni tv "Giallo a Cremona" in onda sull'emittente Cremona1 

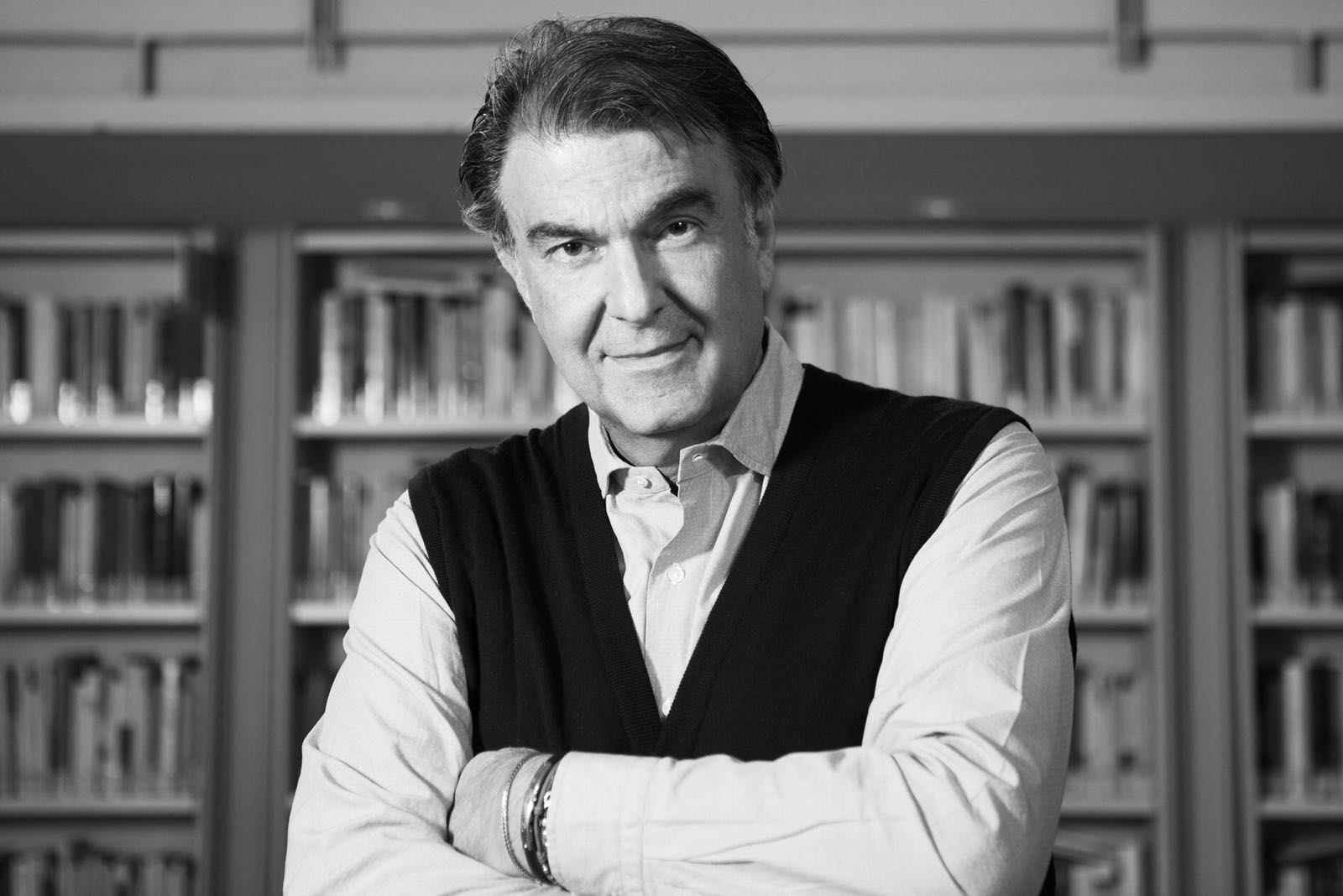
Paolo Regina

## Romanzi
- Morte di un antiquario, Milano, SEM, 2018 ISBN 9788893900782
- Morte di un cardinale, Milano, SEM, 2020 ISBN 9788893902243
- Da quanto tempo non piangi, Capitano De Nittis?, Milano, SEM, 2021 ISBN 9788893903165
- La bicicletta di De Nittis racconto nell'antologia Indaga, detective, Milano, Piemme, 2022 ISBN 9788856683899
- Promemoria per il diavolo, Milano, SEM, 2022 ISBN 9788893904537
- Il mostro del Pantano, racconto nell'antologia E cosy sia, de Il giallo Mondadori, Milano, Mondadori, 2024
- I collezionisti, Vicenza, Neri Pozza Editore, 2025, ISBN 978-8854531031

## Premi e riconoscimenti
- Premio della Giuria a Garfagnana in Giallo 2021 con il romanzo "Da quanto tempo non piangi, capitano De Nittis?"
- Menzione speciale Pinketts per il miglior detective al festival BargaNoir 2022 con il romanzo "Promemoria per il diavolo".
- Premio "Oscar del Libro 2023" Città di Trani con il romanzo "Promemoria per il diavolo"
- Primo classificato a Garfagnana in Giallo 2025, Sezione premio della giuria.